# Junta governativa gaúcha de 1822-1824
Quando D. João VI transformou as capitanias em províncias, estas foram inicialmente governadas por uma junta governativa provisória.
A junta da província do Rio Grande do Sul foi empossada em 22 de fevereiro de 1822, formada por sete membros, composta inicialmente por um presidente, um vice-presidente e cinco membros:
1. João Carlos de Saldanha Oliveira e Daun, presidente
2. João de Deus Mena Barreto, vice-presidente
3. José Félix de Matos Pereira de Castro
4. Manuel Alves dos Reis Louzada
5. Fernando José de Mascarenhas Castelo Branco
6. Francisco Xavier Ferreira
7. José Teixeira da Mata Bacelar.

Esta composição durou até 29 de agosto de 1822, quando José Inácio da Silva passou a ocupar a vice-presidência. A bibliografia adicional compulsada não esclarece se o mesmo acumulou o posto com a secretaria ocupada pelo mesmo.
Em 7 de setembro de 1822 ocorre nova mudança na junta, sendo então a mesma composta por:
1. João de Deus Mena Barreto, presidente
2. Manoel Maria Ricalde Marques, vice-presidente
3. José Inácio da Silva
4. Félix José de Matos Pereira de Castro
5. José Teixeira da Mata Bacelar
6. Fernando José de Mascarenhas Castelo Branco
7. Antônio Bernardes Machado

Esta composição foi alterada em 29 de novembro de 1823, sendo então a junta composta por:
1. José Inácio da Silva, presidente
2. Francisco Xavier Ferreira
3. Fernando José de Mascarenhas Castelo Branco
4. Thomé Luís de Sousa

Esta composição manteve-se até 8 de março de 1824.
A junta governativa gaúcha, em suas diferentes composições, administrou a província de 22 de fevereiro de 1822 a 8 de março de 1824.